# Общество имени Яна Амоса Коменского
Общество имени Яна Амоса Коменского — чешское культурно-просветительское общество имени Яна Амоса Коменского, работавшее в Киеве в 1907—1918 годах, с 1914 года занималось также политической деятельностью.
Общество зарегистрировано в Российской империи в марте 1907 года по инициативе предпринимателя и общественного деятеля Й. Йиндржишека, он же был избран председателем общества.
Некоторые моменты деятельности общества:
- Реорганизация неофициального спортивного общества «Юг», создание на его базе официально зарегистрированной русско-чешской спортивной организации «Сокол» (см. Сокольское движение).
- Создание в Киеве парка для отдыха чешских иммигрантов, из Австро-Венгрии, получившего название «Стромовка» (в честь одноимённого парка в Праге).
- Инициировало создание в октябре 1907 года школы для детей чешской общины на Шулявке.
- В 1909 году построено новое здание для чешской школы.
- Издание учебника русского языка для чехов.
- Организация лекций, театральных выступлений, других культурных мероприятий.
- В годы Первой мировой войны — организация общественной и политической деятельности киевской чешской общины. В сентябре 1914 года создан фонд Чешской Дружины с целью помощи членам семей чешского батальона Русской армии (см. Чехословацкие легионы). За счёт фонда также содержался пансион для прибывающих из других городов добровольцев. Общество осуществляло просветительскую и воспитательную работу среди пленных чехов и словаков, освобождало их из лагерей и устраивало рабочими на киевских предприятиях. С 7 марта 1915 года делегаты от общества участвовали в работе организационных съездов Союза Чешских (с мая 1915 года — Чехословацких) обществ России.
- В 1914—1918 годах — организация среди «русских чехов» антиавстрийского политического движения, целью которого было создание независимой Чехословакии.